# Coffee Lake
Coffee Lake är en sjö i Algoma District i provinsen Ontario i den sydöstra delen av Kanada. Coffee Lake ligger 269 meter över havet. Sjön genomrinns av Moon Creek och tillhör Blind Rivers avrinningsområde. 